# Муваталли I (царь Гургума)
Муваталли I (X век до н. э.) — правитель сиро-хеттского царства Гургум в начале X века до н. э.

## Биография
Муваталли I известен только из одной лувийской надписи на найденной в 1882 году в Кахраманмараше «Стеле Мараш 8». В этом написанном от имени царя Гургума Ларамы I тексте упоминается о его отце и деде: «Я, Ларама, внук Астувараманзы, сын Муваталли». На этом основании делается вывод, что Муваталли I унаследовал власть над Гургумом после смерти своего отца, а ему, в свою очередь, наследовал его сын. Скорее всего, Астувараманза — первый известный царь Гургума — правил в конце XI века до н. э., Муваталли I — в начале X века до н. э., а Ларама I — около 950 года до н. э. Использование в царской семье имени Муваталли может свидетельствовать о том, что цари Гургума были потомками одного из правителей Хеттского царства. Таким образом, основание династии местных властителей, последним достоверно известным представителем которой был правивший около 800 года до н. э. Халпарунтия III, можно отнести ко времени не позднее начала XII века до н. э.